# María Dolores Pradera
María Dolores Fernández Pradera (Madrid, 29 de agosto de 1924-28 de mayo de 2018), artísticamente María Dolores Pradera, fue una cantante melódica y actriz española. Su trayectoria artística comenzó en 1943 logrando ser primera figura del teatro, posteriormente como actriz de cine y finalmente cantante en espectáculos en directo.
Dado el éxito de sus grabaciones discográficas realizó giras por varios países, especialmente en Hispanoamérica, y se dedicó por entero a la canción desde comienzos de la década de 1970. Por su labor alcanzó mayor fama mundial por difundir algunos géneros de la música popular hispanoamericana, la canción española y la obra de sus más grandes autores.
Por su personalidad en el escenario, dotada de una voz grave y contundente y una gestualidad elegante, popularmente se la conoce como La Gran Señora de la Canción.

## Biografía

### Familia e infancia y juventud
Nacida en Madrid el 29 de agosto de 1924, fue la menor de cuatro hermanos: Carmen, Juan Antonio (ingeniero responsable del pantano granadino de Cubillas), Gregorio y María Dolores, nacidos del matrimonio formado por Juan Antonio Fernández Fernández (Tineo, Asturias, ca. 1886) y Carmen Pradera Fuster (vasca de origen francés), quien era viuda al fallecer su primer marido cuando ella contaba dieciocho años.
Durante su infancia María Dolores Pradera vivió entre España y Chile, donde su padre tuvo negocios, primero en Argentina y más tarde en Chile. En este último país llevaba "fábricas de cuero, de muebles y un negocio salitrero", los cuales se torcieron a mediados de la década de 1930, por lo que Fernández los liquidó y volvió a España con intención de instalarse definitivamente. Su prematura muerte a los cuarenta y nueve años en 1935 causó hondo impacto en su joven familia - María Dolores quedó huérfana con 11 años-. La futura artista estudia primero en un colegio laico para ingresar, tras la muerte de su padre, en uno religioso. Inicia el Bachillerato, curso que abandona para comenzar a trabajar en la interpretación. Asimismo, estudia corte y confección y piano. En esa época, residía con su familia en la calle Viriato, en el barrio madrileño de Chamberí.  

"Creo que en mis ojos hay algo heredado de mi madre, el colorido y la viveza. Procuro estar alegre. Si no lo estoy, me lo impongo, me cuento chistes de cuando era pequeña y me rio muchísimo, eran unos chistes muy divertidos."
María Dolores Pradera (Diario El País, 2011) 

### Inicio de su carrera artística: cine y teatro
En la década de 1940 comenzó a trabajar como actriz de cine y teatro, al tiempo que evidenciaba sus dotes para el canto. Intervino en filmes como Mi vida en tus manos (1943), de Antonio de Obregón; Yo no me caso (1944), de Juan de Orduña; Altar mayor (1944), de Gonzalo Delgrás, y en compañía de Fernando Fernán Gómez en Los habitantes de la casa deshabitada (1946), también de Delgrás, y Vida en sombras (1948), de Lorenzo Llobet Gracia. 

"Había un piano y yo hacía imitaciones de gente que escuchaba en la radio. Tenía una voz un poco grave para una niña tan chica, siempre fui muy menudita y ya se veía que iba a tener una voz amable. Otra temporada fui actriz y me llenó mucho la vida, tuve la suerte de hacer un teatro estupendo, no por mí, sino por los autores, por la gente que me dirigió y los compañeros actores. Trabajé con todos los grandes Rodero, Lemos, Bódalo."
María Dolores Pradera (Diario El País, 2011) 

Posteriormente actuó en diversos teatros de España, Francia, Argentina, Alemania, Reino Unido, Estados Unidos y México (país donde desarrolla su carrera y se establece durante años), representando obras de Enrique Jardiel Poncela, José Zorrilla, Federico García Lorca o Edmond Rostand. Regresó puntualmente al teatro en 1985 para interpretar la obra Cándida, de George Bernard Shaw, dirigida por José Luis Alonso.

"En el teatro tuve suerte e hice cosas muy importantes. No por mí, sino por los autores a los que interpreté, los directores que me dirigieron y los actores con los que compartí escenario. Fue una etapa bastante larga y me fue muy bien. Lo que pasa es que también cantaba y pensé: "Bueno, voy a descansar un tiempo del teatro, canto un poquito y vuelvo a los escenarios" pero ya no he podido, aunque maté el gusanillo en 1985 con una obra de Bernard Shaw, tras la que retorné a mis compromisos de la canción."
María Dolores Pradera (Diario El Progreso, 2007) 

### Cantante melódica: trabajos más destacados
Como cantante estuvo acompañada durante treinta años por los hermanos guitarristas Santiago y Julián López Hernández, conocidos como Los Gemelos. Ha interpretado con gran sensibilidad y éxito internacional las canciones de compositores como el mexicano José Alfredo Jiménez, la peruana Chabuca Granda, el cubano Miguel Matamoros, el uruguayo Alfredo Zitarrosa, el argentino Atahualpa Yupanqui, la chilena Violeta Parra y el poeta español Federico García Lorca, además de muchos otros autores hispanoamericanos.

"Iba (a Hispanoamérica) porque tenía amigos allí y querían que cantase, pero tenía miedo a cantar en estos países. Sin embargo, en 1969, cuando terminé la temporada de María Pineda en el teatro, me fui contratada a Colombia y me fue muy bien, que era muy conocida y querida; de ahí me fui a México y también me fue muy bien, lo que pasa es que ahora siento a América lejos. Lo que me da más terror son los aeropuertos, no los aviones ni las distancias. Este aeropuerto que nos hicieron en Madrid es terrorífico, me da mucho miedo."
María Dolores Pradera (Diario El Progreso, 2007) 

Su voz suave y su perfecta dicción en diversos registros —baladas, boleros, coplas, rancheras, fados, etc.—, así como sus grandes dotes dramáticas sobre el escenario, han convertido sus versiones de «La flor de la canela», «Fina Estampa», «Limeña» o «El rosario de mi madre», clásicos de la canción peruana, en clásicos reconocidos en todo el mundo. Precisamente su versión de «El rosario de mi madre», estrenada en 1961 por el grupo peruano Los Troveros Criollos, dio la vuelta al mundo dándole gran fama internacional.

"Fui fumadora pero dejé de fumar justo a los 60 años, no porque me hiciera daño el tabaco sino porque fumaba muy feo y mis nietos me hacían burla. Me imitaban con unos lapiceros de madera, que todavía existen, mordían los cigarros y hacían como que los prendía uno detrás de otro, como yo. No me afectaba, no me hacía daño a la garganta. Dejé de fumar porque los niños al salir del colegio traían a amigos para que vieran cómo fumaba su abuela."
María Dolores Pradera (Diario El País, 2011) 

Su activa participación en el mundo artístico de su país le ha permitido estrechar lazos con distintas personalidades, entre las que se cuentan Amparo Rivelles, Lola Flores, Francisco Rabal, Marifé de Triana, Rocío Jurado, Amaya Uranga, Carlos Cano, Joaquín Sabina, Luis Alegre; la colombiana Helenita Vargas, las mexicanas Chavela Vargas y Lola Beltrán y los argentinos Alberto Cortez y Mercedes Sosa, entre otros. Fue la primera española en cantar en el Royal Albert Hall de Londres y también actuó en el Madison Square Garden de Nueva York.

"Fíjese que aún continúo por los escenarios. Me dio muchas compensaciones. Me ha llenado la vida: muchos viajes, muchos amigos. Valoro mucho la amistad y he conocido a mucha gente. Le debo muchísimo lo mismo a mi carrera de actriz que a mi andadura cantando por aquí y por allá"
María Dolores Pradera (Diario de Córdoba, 2007) 

Entre sus últimos trabajos se encuentran diversas colaboraciones con Joaquín Sabina o Rosana sin olvidar su disco homenaje a Carlos Cano, cantautor andaluz con el que hizo la gira Amarraditos. En 2006 publicó un nuevo álbum junto a Los Sabandeños, titulado Al Cabo Del Tiempo, que alcanzó el Disco de oro.
En 2007 lanza un recopilatorio en CD y DVD, titulado En Buena Compañía, que recoge sus mejores duetos con artistas de la talla de Joaquín Sabina, Caetano Veloso, Rosana, Víctor Manuel, Cachao López y Alberto Cortez.
En noviembre de 2008 publica Te Canto Un Bolero acompañada por Los Sabandeños y seleccionando once boleros entre lo mejor del repertorio clásico, donde se incluyen canciones como «Contigo En La Distancia», «Cómo Han Pasado Los Años» (muy popular en la voz de Rocío Dúrcal), «Camino Verde», «En Un Rincón Del Alma» o «No Sé Por Qué Te Quiero», entre otras.
En noviembre de 2012, una serie de artistas de talla internacional, entre los que se cuentan Raphael, Joan Manuel Serrat, Joaquín Sabina, Pablo Alborán, Ana Belén, Víctor Manuel, Miguel Bosé, Miguel Poveda, Sergio Dalma, Pasión Vega, Luis Eduardo Aute, Manolo García, Diana Navarro y Diego el Cigala, grabaron un disco titulado Gracias a vosotros, donde la homenajean acompañándola en la interpretación de sus mayores éxitos.
Un año después, en 2013, se publica el segundo volumen del disco con las colaboraciones de Bunbury, Ana Torroja, José Mercé, Sole Giménez y Amaia Montero, entre otros. Ese mismo año fue galardonada con el Premio Ondas de la Música por el conjunto de su trayectoria.

### Últimos años
En febrero de 2012 una afección respiratoria la obligó a suspender algunos recitales y en mayo de ese año canceló indefinidamente su gira musical. Solo volvió al escenario el 21 de junio de 2013 en un concierto de Miguel Poveda celebrado en la plaza de toros de Las Ventas para interpretar juntos una de sus canciones emblemáticas «Fina Estampa». 
Falleció por causas naturales en Madrid el 28 de mayo de 2018 a los 93 años de edad. Fue incinerada en el cementerio de la Almudena de Madrid.

### Vida personal
Contrajo matrimonio con el actor Fernando Fernán Gómez en Madrid, el 28 de agosto de 1945. Se separaron de mutuo acuerdo, pero no legalmente, en 1957. De dicho matrimonio nacieron sus hijos Fernando Fernández Fernández (Madrid, 1946), galerista de arte y coleccionista de obra pictórica del grupo El Paso, y Helena Fernández Fernández, conocida artísticamente como Helena Fernán-Gómez, quien desarrolló una breve carrera como actriz de cine. Fernán-Gómez y Pradera mantuvieron una relación cordial, aunque solo volvieron a verse tras su separación en la boda de su hijo con Mercedes de Llanos. La separación efectiva llegó con la Democracia, en los años ochenta. 
María Dolores Pradera obtuvo la nacionalidad argentina tras casarse con Fernán Gómez. Ella misma lo contó en una entrevista: "Siendo madrileña, hija de asturiano y vasca, he estado treinta años siendo argentina. Por la legislación de entonces, cuando me casé con Fernando, que tenía esa nacionalidad. Y cuando nos divorciamos en 1983, obtuve la nacionalidad española. ¡No sabes la cantidad de problemas que he tenido siempre para solventar asuntos burocráticos, por esa circunstancia! Cada tres meses tenía que ir rellenando un montón de papeles".
María Dolores Pradera tuvo tras su separación una relación sentimental con el periodista Luis Calvo Andaluz, corresponsal y director de diario ABC. Su fallecimiento en 1991 provocó que la artista publicara una sentida carta en ABC rindiendo homenaje a un hombre que fue importante en su vida. 
Su madre, Carmen Pradera Fuster, falleció en Madrid el 9 de febrero de 1987. El funeral de su madre y el de la artista se celebraron en la misma iglesia, la de la Virgen Milagrosa de la calle García de Paredes, a la que iba de niña. 
Todos sus hermanos fallecieron antes que María Dolores Pradera, sin alcanzar la gran longevidad de la artista. 
Helena [Fernández] de Llanos, filóloga, escritora y cineasta, es su nieta. Ha publicado El libro de Fernando Fernán Gómez. Antología polifacética de obra y vida (2021), junto con Jorge Cascante, Blackie Books, ISBN-9788418733468,  544 pp. También, ha editado Teatro (2019), de Fernando Fernán Gómez, junto con Manuel Barrera Benítez, Galaxia Gutenberg,  ISBN-9788417355746.  

### Amistades
Pradera tuvo muchos y buenos amigos en el mundo artístico. En sus propias palabras, "Se puede vivir sin amor, pero no sin amigos”. Se pueden citar entre estos a Armando Manzanero, Lola Flores, Ana Belén y Víctor Manuel, Carlos Cano, Raphael, Miguel Bosé, Joaquín Sabina o Rosa León, así como la periodista María Teresa Campos, entre otros. Con Nati Mistral tuvo una amistad con algunos desencuentros.

### Homenajes
Su último domicilio estuvo en la calle Orense 22 de Madrid. Al año de su fallecimiento, el Ayuntamiento de Madrid colocó una placa conmemorativa en la fachada del edificio. En ella se lee el siguiente texto: “En esta casa vivió María Dolores Pradera (1924-2018). Cantante y actriz de excepcional elegancia y serenidad, paseó su ‘Fina Estampa’ por las calles de Tetuán”.
Otro homenaje del Ayuntamiento de Madrid fue dar el nombre de la artista a una escuela municipal de música y danza situada en la calle Farmacia, en el distrito Centro, en noviembre de 2018.
En marzo de 2025, el Teatro Fernán Gómez. Centro Cultural de la Villa,  renombró su conocida sala de representaciones, La Seta, como, Sala María Dolores Pradera, en homenaje a la artista, en presencia de sus hijos Helena y Fernando Fernán Gómez.  

## Filmografía
| Año  | Película                              | Personaje       | Director                       | Género                  | Duración |
| ---- | ------------------------------------- | --------------- | ------------------------------ | ----------------------- | -------- |
| 1943 | Mi vida en tus manos                  | Juana           | Antonio de Obregón             | Drama/Romance           | 1h 29m   |
| 1944 | Inés de Castro                        | Constanza       | Manuel Augusto García Viñolas  | Romance/Bélico          | 1h 32m   |
| 1944 | Altar mayor                           | Leonor          | Gonzalo Delgrás                | Drama                   | 1h 43m   |
| 1944 | Yo no me caso                         | Enriqueta       | Juan de Orduña                 | Comedia/Western         | 1h 30m   |
| 1945 | Espronceda                            | Emilia Mancha   | Fernando Alonso Casares        | Drama/Biográfico        | 1h 52m   |
| 1945 | Noche decisiva                        | Ana María       | Julio de Fleischner            | Comedia                 | 1h 50m   |
| 1946 | Los habitantes de la casa deshabitada | Sibila          | Gonzalo Delgrás                | Drama/Terror            | 1h 33m   |
| 1946 | Es peligroso asomarse al exterior     |                 | Alejandro Ulloa, Arthur Duarte | Drama/Romance           | 1h 27m   |
| 1947 | Embrujo                               | Tita            | Carlos Serrano de Osma         | Drama                   | 1h 20m   |
| 1950 | Tiempos felices                       |                 | Enrique Gómez                  | Comedia                 | 1h 15m   |
| 1951 | Niebla y sol                          | Julia           | José María Forqué              | Drama                   | 1h 19m   |
| 1952 | Vida en sombras                       | Ana             | Lorenzo Llobet Gracia          | Drama                   | 1h 30m   |
| 1953 | Fuego en la sangre                    |                 | Ignacio Iquino                 | Drama/Tauromaquia       | 1h 30m   |
| 1953 | Vuelo 971                             | Mónica          | Rafael J. Salvia               | Drama                   | 1h 30m   |
| 1953 | Fantasía española                     | Ana María       | Javier Setó                    | Comedia                 | 1h 33m   |
| 1954 | La danza de los deseos                | Isabel          | Florián Rey                    | Drama                   | 1h 23m   |
| 1954 | Murió hace quince años                | Cantante        | Rafael Gil                     | Drama/Intriga           | 1h 41m   |
| 1955 | Zalacaín el aventurero                | Ignacia         | Juan de Orduña                 | Drama/Romance           | 1h 35m   |
| 1958 | Carlota                               | Margaret        | Enrique Cahen Salaberry        | Comedia/Intriga         | 1h 40m   |
| 1960 | Hay alguien detrás de la puerta       | Elena           | Tulio Demicheli                | Comedia/Intriga         | 1h 29m   |
| 1962 | Cena de matrimonios                   | Julia           | Alfonso Balcázar               | Drama/Comedia           | 1h 27m   |
| 1966 | Lección de Toledo                     |                 | José Luis Borau                | Cortometraje/Documental |          |
| 1971 | La orilla                             | Madre Superiora | Luis Lucia                     | Drama/Bélico            | 1h 36m   |

## Teatro (selección)
- Marido y medio (1950), de Fernando Fernán Gómez
- Todos eran mis hijos (1953), de Arthur Miller.
- Soledad (1953), de Miguel de Unamuno.
- Don Juan Tenorio (1954, 1955, 1956, 1961), de José Zorrilla.
- Cyrano de Bergerac (1955), de Edmond Rostand.
- Proceso de Jesús (1956), de Diego Fabbri.
- Los intereses creados (1956), de Jacinto Benavente.
- El jardín de los cerezos (1960), de Antón Chéjov.
- El rinoceronte (1961), de Eugène Ionesco.
- La difunta (1962), de Miguel de Unamuno.
- Las tres perfectas casadas (1965), de Alejandro Casona
- Intermezzo (1965), de Jean Giraudoux.
- Mariana Pineda (1967), de Federico García Lorca.
- Cándida (1985), de George Bernard Shaw

## Discografía
Álbumes de estudio
- María Dolores Pradera (Amarraditos) (1966)
- María Dolores Pradera (Y ya…) (1967)
- María Dolores Pradera (Seis años) (1968)
- Pa’ todo el año (1969)
- María Dolores Pradera (Cariño malo) (1969)
- María Dolores Pradera Canta (El tiempo que te quede libre) (1970)
- María Dolores Pradera (Siete y mil veces) (1971)
- María Dolores Pradera (No lo llames) (1972)
- María Dolores Pradera (Te solté la rienda) (1973)
- Canciones españolas (1974)
- María Dolores Pradera (Pozo de arena) (1974)
- María Dolores Pradera (Soledad sola) (1975)
- María Dolores Pradera (El rey) (1975)
- María Dolores Pradera con Los Gemelos (Señora hermosura) (1976)
- Polo margariteño (1977)
- Canta María Dolores Pradera (Que ya se acabó tu amor) (1977)
- Paloma, llévale (1981)
- Caballo viejo (1983)
- Reverdecer (1986)
- A mis amigos (1987)
- María Dolores (1989) (Doble disco en vivo)
- Por derecho (1991) (Doble disco en vivo)
- Caminemos (1996)
- As de corazones (1999)
- A Carlos Cano (2001)
- Canciones del alma (2003)
- Recuerdos (2003) (Recopilación de sencillos y EP no recogidos anteriormente en LP y dos temas nuevos)
- Al cabo del tiempo (2006)
- En buena compañía (2007)
- Te canto un bolero (2008)
- Gracias a vosotros, Vol.1 (2012)
- Gracias a vosotros, Vol.2 (2013)
- Orígenes (2014) (recopilación de los primeros sencillos y EP no recogidos anteriormente en LP)

Recopilaciones
- Éxitos (1967)
- María Dolores Pradera (Islas Canarias) (1969)
- María Dolores Pradera (Cuando llora mi guitarra) (1973)
- Por tierras de América (1975)
- Homenaje a José Alfredo Jiménez (1975)
- Álbum de oro (1980)
- Homenaje a Chabuca Granda (1984)
- Esencia de mujer – Las más bellas canciones (2000)
- Ellas cantan así (2003)

## Premios
A lo largo de su trayectoria obtuvo numerosos galardones españoles e internacionales, tanto por su faceta teatral como por su carrera como cantante, como la Medalla al mérito en las Bellas Artes o el Grammy Latino a la excelencia musical. El 7 de octubre de 2016 se le concede la condecoración de la Gran Cruz de la Orden Civil de Alfonso X el Sabio.
- Premio Lara de teatro, ediciones de 1962 y 1964.
- Medalla del Ayuntamiento de Madrid al mérito artístico, 1987.
- Premio Yo también soy sudaca, Casa de América de Madrid, 1993.
- Premio Orquídea, 1993.
- Comendadora de la Orden de Isabel la Católica, por su labor y contribución en estrechar lazos entre todos los países iberoamericanos, Gobierno de España, 1995.
- Premio Cadena Dial, 1996.
- Medalla de Oro al mérito en las Bellas Artes, Ministerio de Cultura, 1999.
- Premio Amigo de Honor, Asociación Fonográfica y Videográfica Española (AFY-VE), 2001.
- Medalla de Oro al Mérito en el Trabajo, Ministerio de Trabajo, 2001.
- Grammy Latino a la excelencia musical, Academia Nacional de Artes y Ciencias de la Grabación de Estados Unidos, 2008.
- Premio Alfonso Ussía a la trayectoria ejemplar, diario La Razón, 2010.
- Premio Lares a la vida activa, 2010.
- Premio Ondas a la trayectoria musical, Cadena SER, 2013.
- Miembro honorífico de la Universidad de Alcalá de Henares, 2013.
- Gran Cruz de la Orden de Alfonso X el Sabio, Gobierno de España, 2016.[42]

## Algunas canciones conocidas
- «El tiempo que te quede libre» de José Ángel Espinoza "Ferrusquilla".
- «La ley del monte», de José Ángel Espinoza "Ferrusquilla".
- «Amarraditos», de Belisario Pérez y Margarita Durán.
- «En un rincón del alma», de Alberto Cortez.
- «Limeña», de Augusto Polo Campos.
- «Amanecí en tus brazos», de José Alfredo Jiménez.
- «Las acacias» de Pedro León Daniels, del folclor de Colombia.
- «La ruana», letra de Luis Carlos González y música de José Macías. Bambuco colombiano.
- «Procuro olvidarte», de Manuel Alejandro.
- «Cariño malo», de Augusto Polo Campos.
- «A Dios le pido», de Juanes.
- «El ausente», de Consuelo Castro.
- «Cuando vivas conmigo», de José Alfredo Jiménez.
- «Gracias a la vida», de Violeta Parra.
- «Luna tucumana», de Atahualpa Yupanqui.
- «La flor de la canela» de Chabuca Granda.
- «El Día Que Se Hizo Tarde» de Rosana.
- «El Rosario De Mi Madre» de Mario Cavagnaro.
- «De Carne Y Hueso» de Graciela Arango de Tobón.
- «Pa' Todo El Año» de José Alfredo Jiménez.
- «Fina Estampa» de Chabuca Granda.
- «Toda Una Vida» de Osvaldo Farrés.
- «Jugar por jugar» de Joaquín Sabina.
- «Caballo Viejo» de Simón Díaz.
- «Paloma Blanca / Coloma Blanca» de Maria del Mar Bonet.

## Libros
- Santiago Aguilar y Felipe Cabrerizo: Déjame que te cuente, una biografía de María Dolores Pradera (Roca Editorial, 2024)